# Erysimum arbuscula
Erysimum arbuscula — вид трав'янистих рослин з родини капустяні (Brassicaceae), ендемік Мадейри.

## Поширення
Ендемік архіпелагу Мадейра (о. Порту-Санту).